# 松本市図書館
松本市図書館（まつもとしとしょかん）は、長野県松本市が設置する公共図書館群。松本市図書館条例と同施行規則に基づき運営され、中央図書館と10の分館で構成される。

## 沿革

### 松本市中央図書館
1891年（明治24年）5月26日、当時の松本尋常高等小学校長であった寄藤好実が中心となり、通俗教育のため校内に「開智書籍（しょじゃく）館」を設けたのが起源である。寄藤校長の後校長を引き継いた三村寿八郎により、1896年（明治39年）9月、「明治37、8年戦役記念館」が校内に設立。開智書籍館もその館内に移され、同小学校に蔵されていた書籍、寄贈書籍を収め、規則を改正し、「開智図書館」と命名し一般に開放した。
1908年（明治41年）5月には蔵書数2万5千冊を超え、1910年（明治43年）には県立信濃図書館分館が開智図書館内に併置される。1920年（大正9年）3月には分館が廃館となり、その図書全てが開智図書館に寄贈された。
1921年（大正10年）2月に、松本城外・葵の馬場（松本神社付近）の武徳殿敷地内に、書庫を増築移転し、「松本図書館」と改称した。同年3月、公立図書館の認可を受けて、市営となる。館長は市長の小里頼永が兼任し、専任職員3名を新たに置いた。
1937年（昭和12年）4月、条例改正により「市立松本図書館」と改称。1938年（昭和13年）7月、二ノ丸町、旧松本中学校校舎へ増改築して移転。1943年（昭和18年）9月には葵の馬場の旧武徳殿へ再移転。1991年（平成3年）10月に、市民ニーズに対応し利用者サービスをはかることを目的に現在の中央図書館が開館した。

## 中央図書館特別文庫
小穴文庫
1954年（昭和29年）10月　小穴喜一未亡人みどり寄贈、285点の法帖を中心とした書道関係資料で、『万葉集』『古今和歌集』などの古写本の複製などを含む。
本庄文庫
1968年（昭和43年）1月 本庄武男の基金により創設されたもので、主要なものに『名著復刻全集』250点がある。
山岳文庫
1970年（昭和45年）10月 松本ロータリークラブから寄贈された基金をもとに創設された山岳関係の図書を収集。小島烏水の『雲表』『銀河』など。さらに、1988年（昭和63年）に、山岳関係の出版社である明文堂主幹の新島幸男の遺族から明文堂文庫も加わった。
折口信夫文庫
1990年（平成2年）10月 竹内貞寄贈、折口信夫に関する資料。約2000 点。
石曽根文庫
1973年（昭和48年）5月 川柳作家、川柳研究家石曽根民郎寄贈、川柳雑誌など約30000冊を超える、全国唯一のコレクション。
栗本文庫
1991年（平成3年）6月 栗本いくより、栗本勤信州大学名誉教授の愛蔵書15000点寄贈と基金515万円によるコレクション。
普選文庫
1995年（平成7年）1月 普通選挙実現運動発祥の地記念碑建立委員会より寄贈された、普選運動関連資料約300点。

その他「中沢望東子文庫」1991年（平成3年）2月寄贈、「ユタ文庫」「浅井冽文庫」などがある。

### 松本市立博物館に移管した文庫
崇教館文庫
松本藩校崇教館1793～1871年（寛政5年～明治3年）、松本藩学校1870～1871年（明治3～4年）で使用の和書や漢籍約13000点。『四書五経』や『大日本史』、『群書類従』などを含む。1906年（明治39年）9月に移管された。
松原文庫
藩漢学者松原葆斎の旧蔵書、約2000点の貴重本。1906年（明治39年）11月、葆斎の長男松原栄から、前身の「開智図書館」に寄贈された。稀覯本「宋版漢書」120巻の他、「西山先生真文忠公文章正宗」20巻、「貞観政要」10巻などがある。松原は明治維新後に松本藩の大属となり、さらに県学教官、松本開智学校教授、師範講習所の教官などを務めた。
柴田文庫
1995年（平成7年） 柴田利政寄贈。崇教館助教儒者であった祖父柴田利直の旧蔵書、漢籍約270点。『漢書評林』などを含む。

## 図書館
| 名称             | ISIL       | 住所                      | 開館年 | 延床面積 |
| ---------------- | ---------- | ------------------------- | ------ | -------- |
| 中央図書館       | JP-1001640 | 松本市蟻ケ崎2丁目4番40号  | 1991年 | 4,832m2  |
| 鎌田図書館       | JP-1001641 | 松本市両島5番50号         | 1990年 | 246m2    |
| 南部図書館       | JP-1001642 | 松本市芳野4番1号          | 1990年 | 531m2    |
| あがたの森図書館 | JP-1001643 | 松本市県3丁目1番1号       | 1979年 | 198m2    |
| 寿台図書館       | JP-1001644 | 松本市大字寿豊丘649番地1  | 1993年 | 216m2    |
| 本郷図書館       | JP-1001645 | 松本市浅間温泉2丁目9番1号 | 1999年 | 221m2    |
| 中山文庫         | JP-1001646 | 松本市大字中山3533番地1   | 2001年 | 670m2    |
| 島内図書館       | JP-1001647 | 松本市大字島内4970番地1   | 2001年 | 470m2    |
| 空港図書館       | JP-1001648 | 松本市大字今井4237番地1   | 2002年 | 408m2    |
| 波田図書館       | JP-1001649 | 松本市波田10106番地1      | 1995年 | 1,106m2  |
| 梓川図書館       | JP-1005353 | 松本市梓川倭562番地1      | 2012年 | 595m2    |

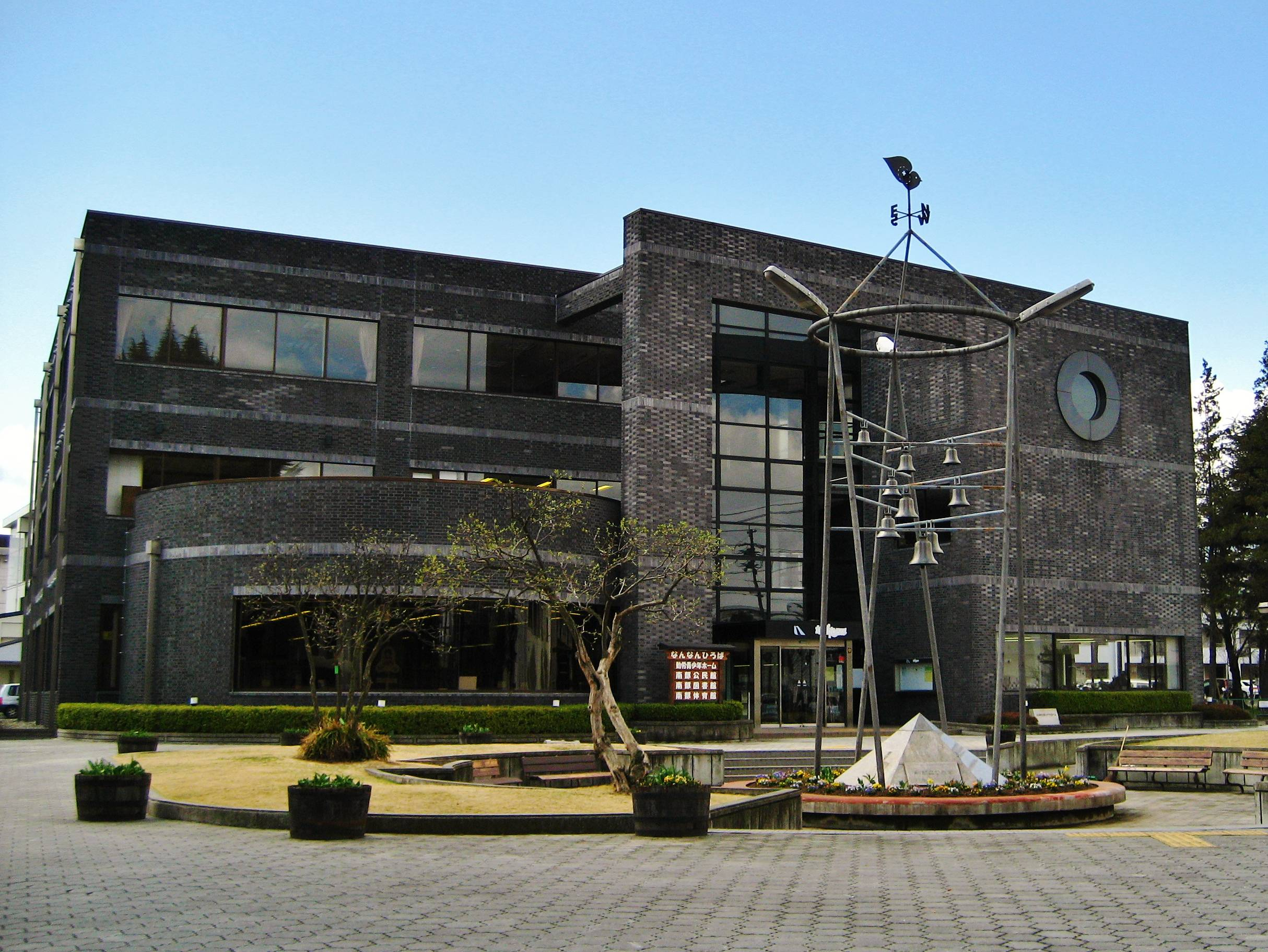
南部図書館
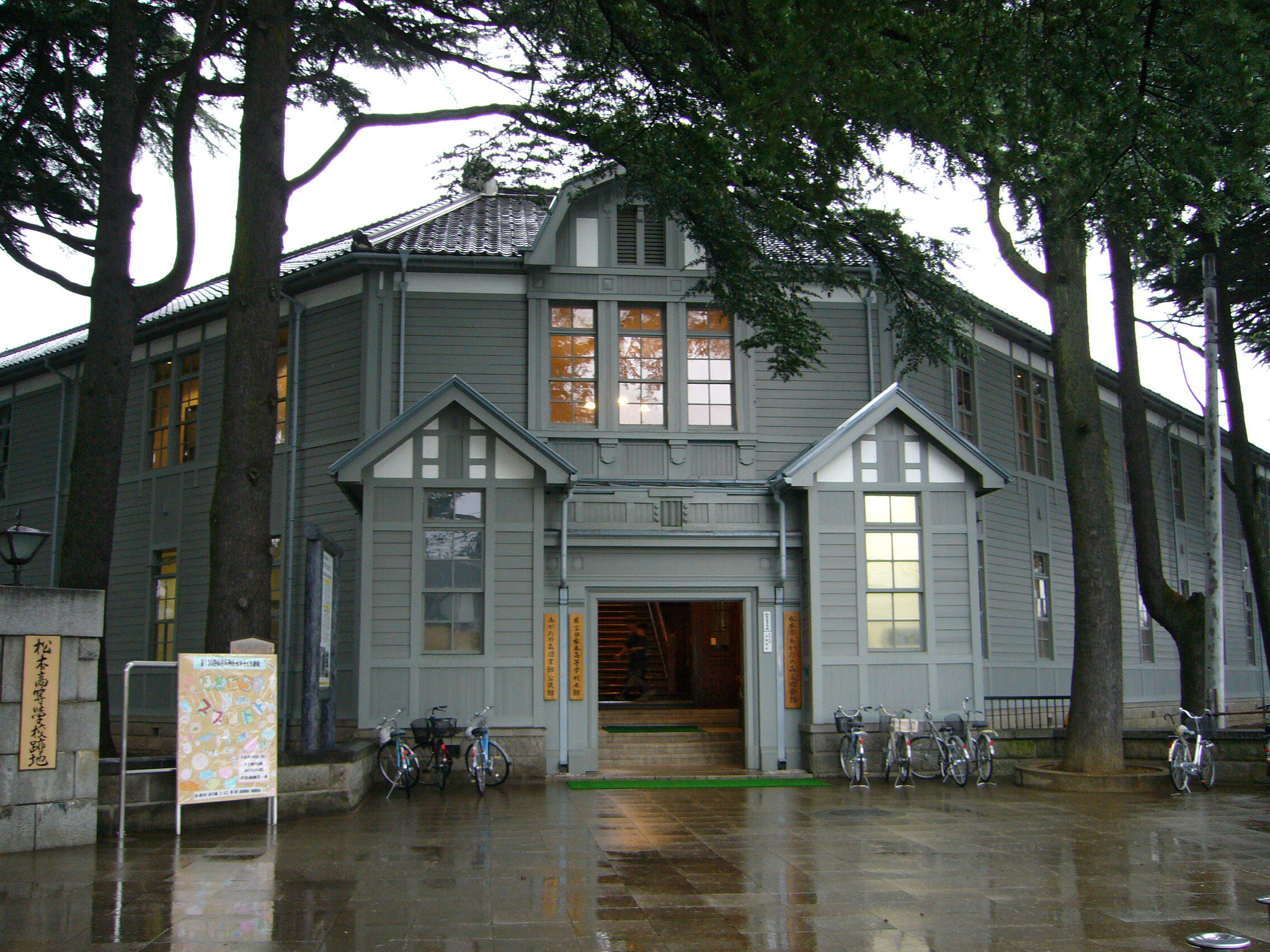
あがたの森図書館
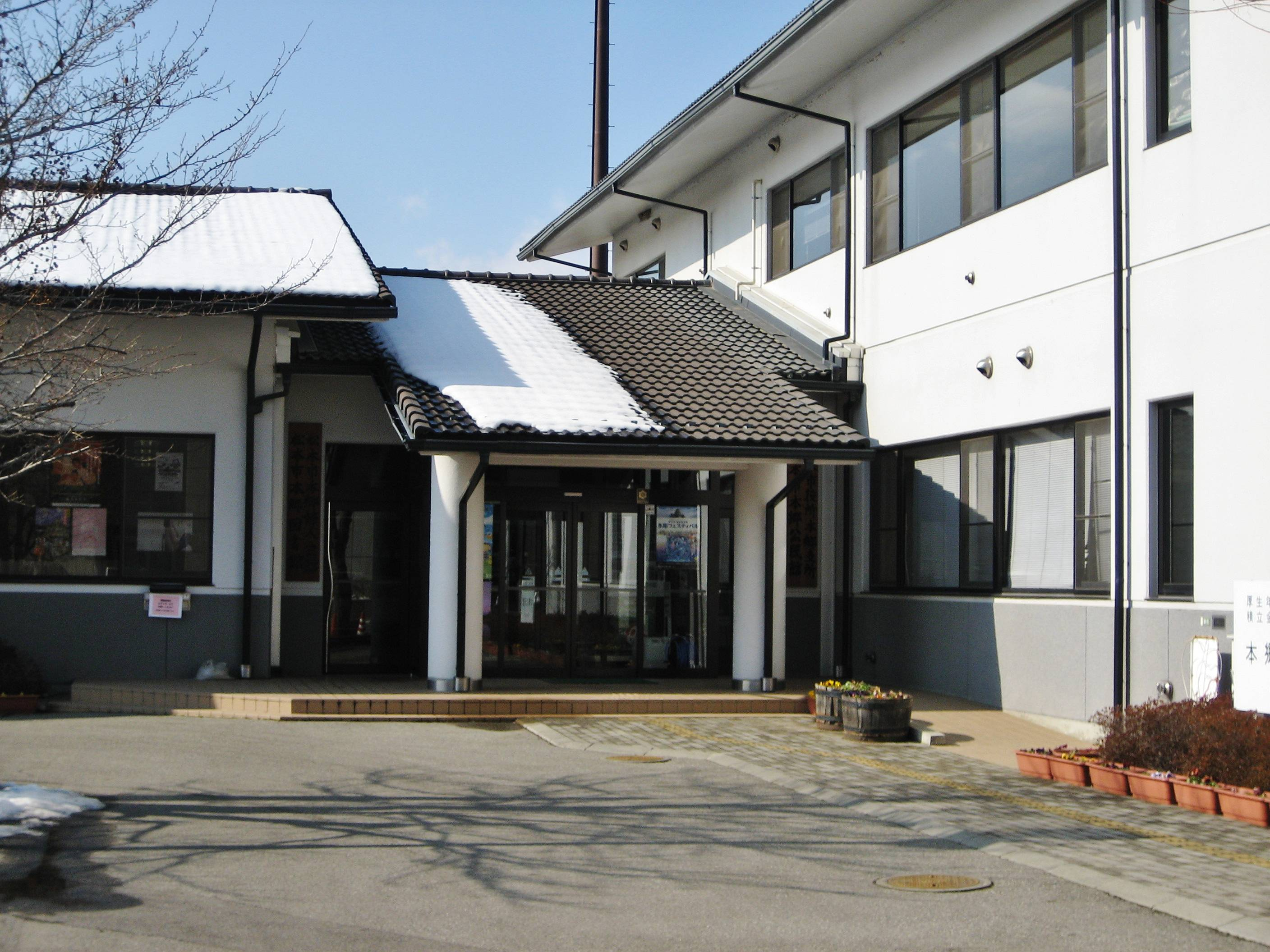
本郷図書館
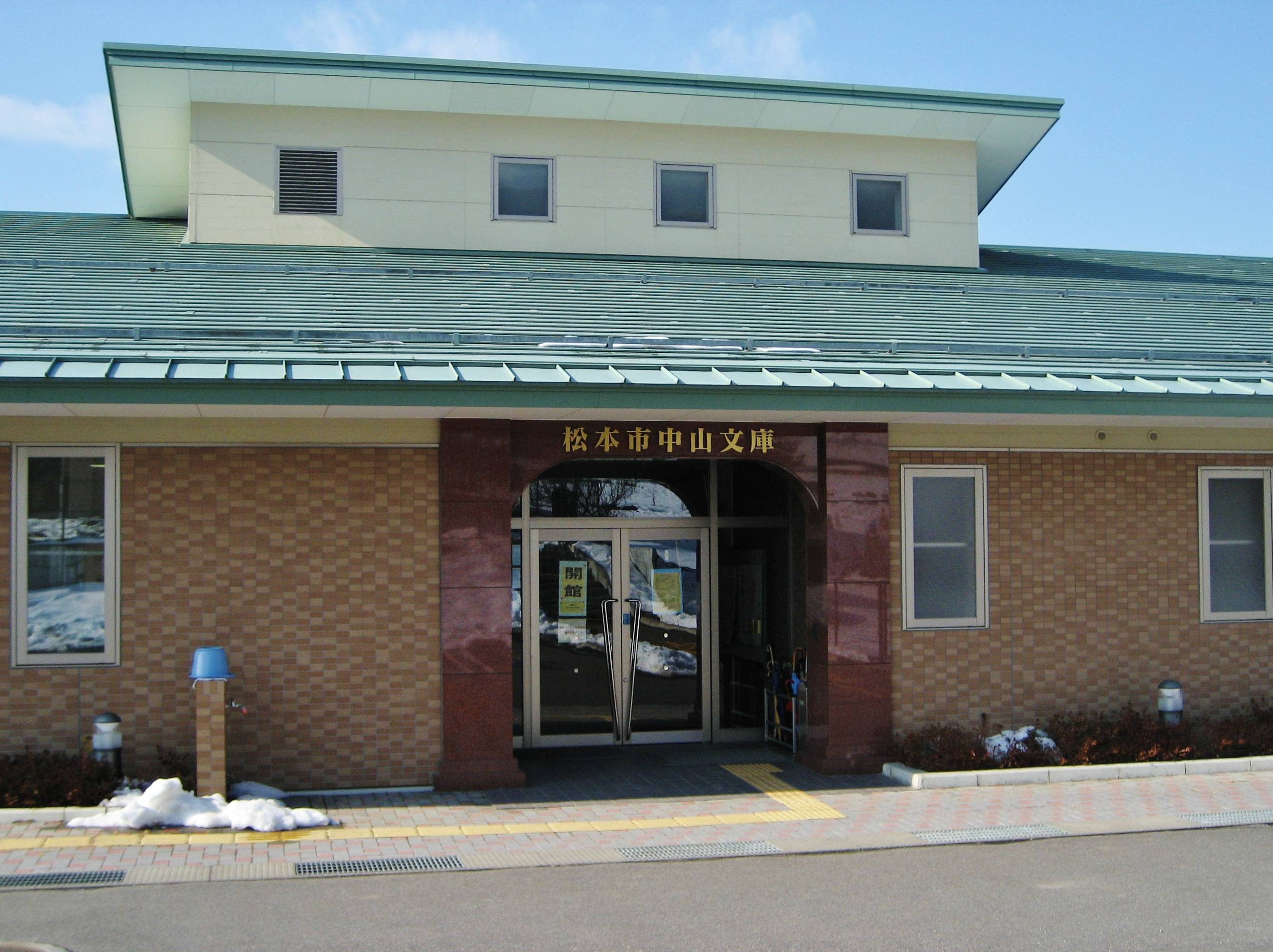
中山文庫
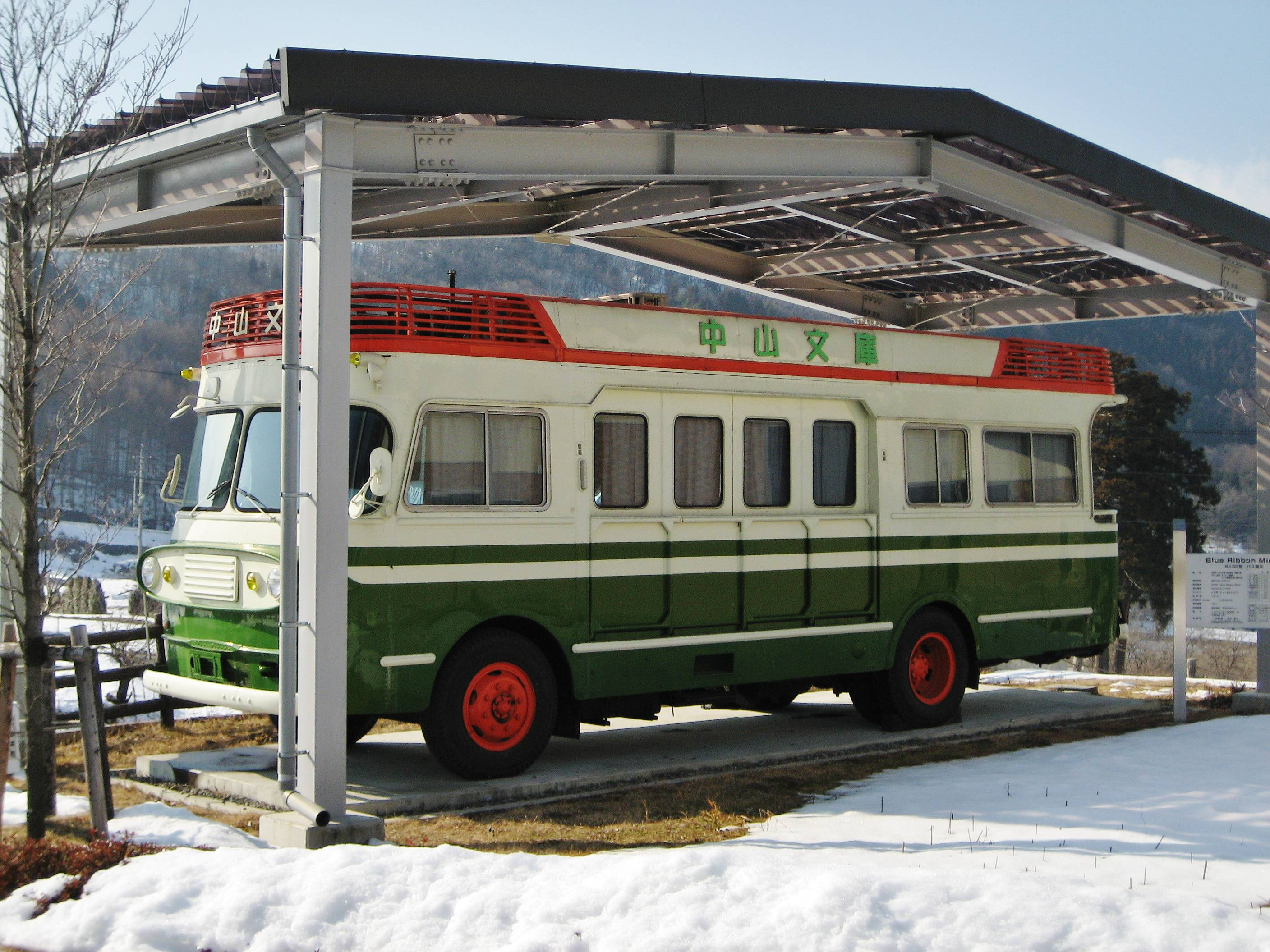
中山文庫移動図書館
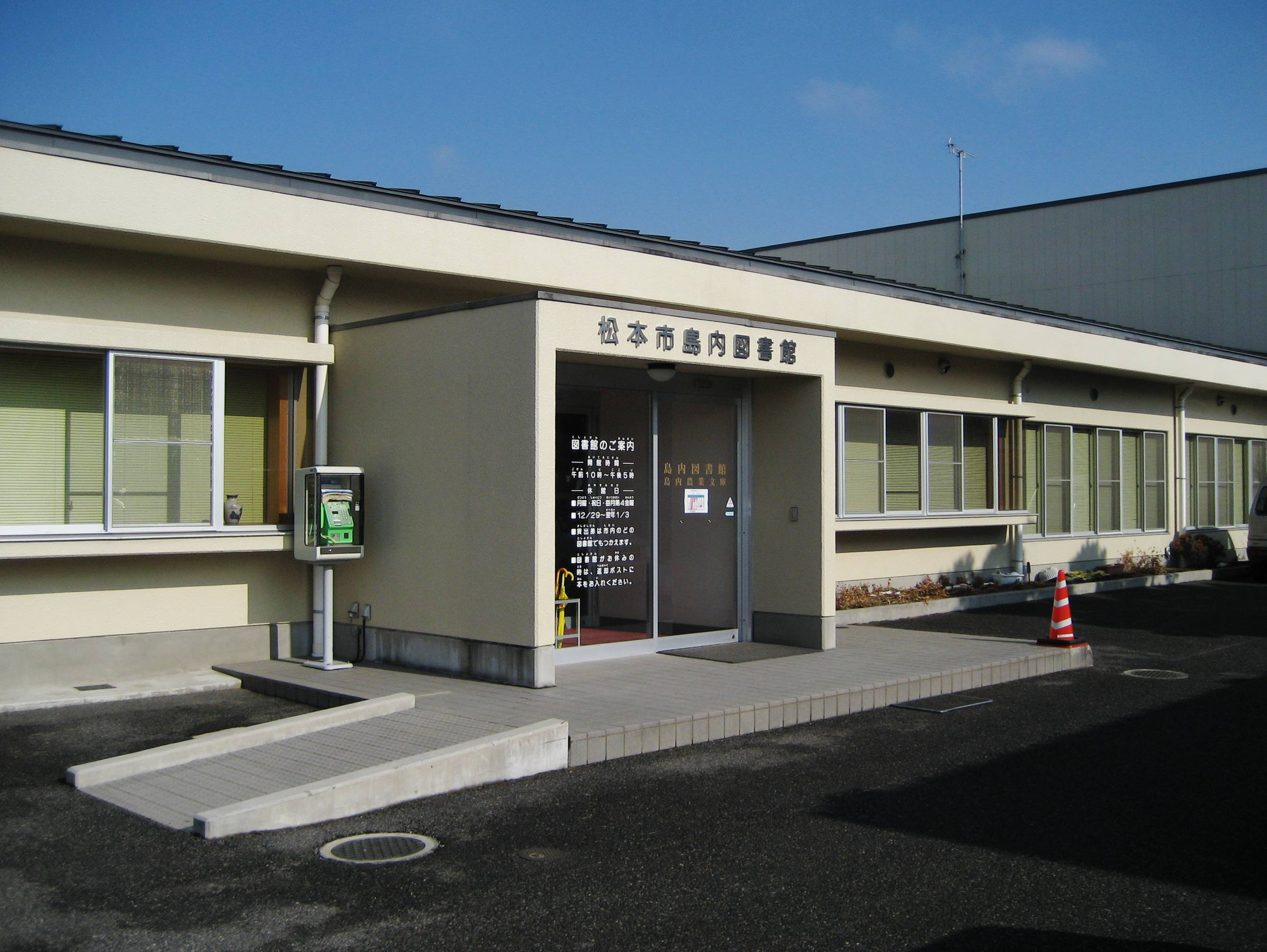
島内図書館
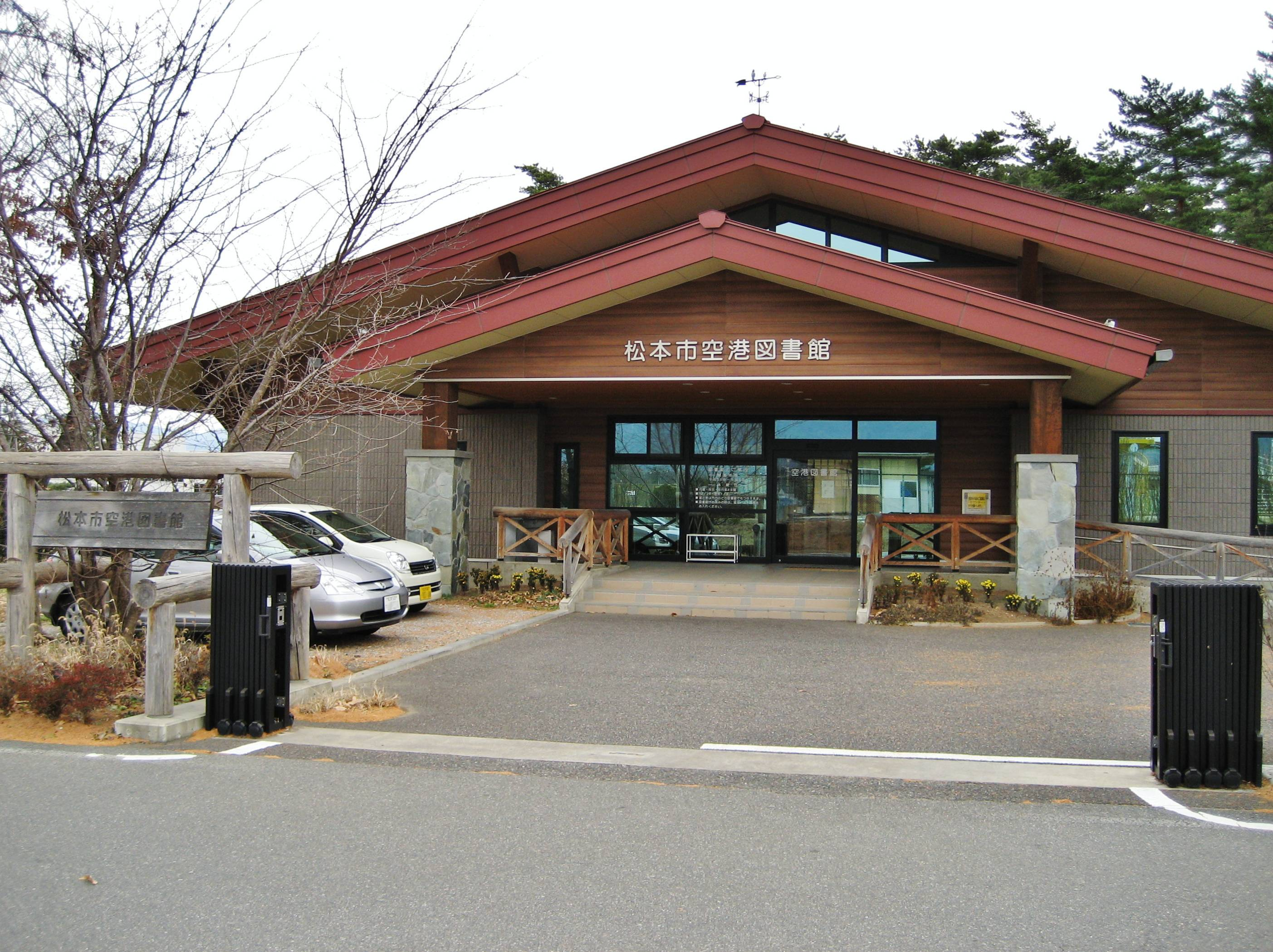
空港図書館
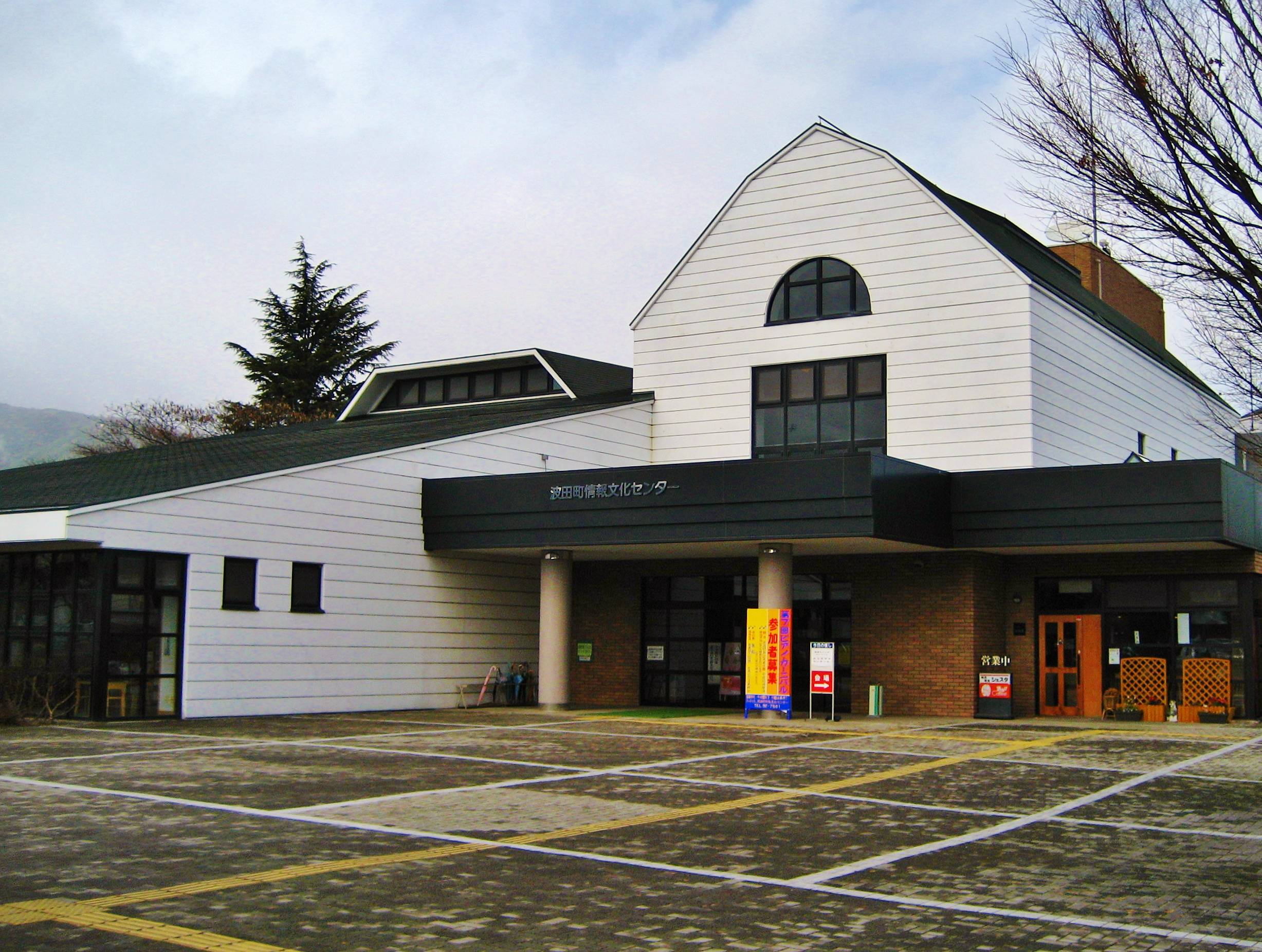
波田図書館
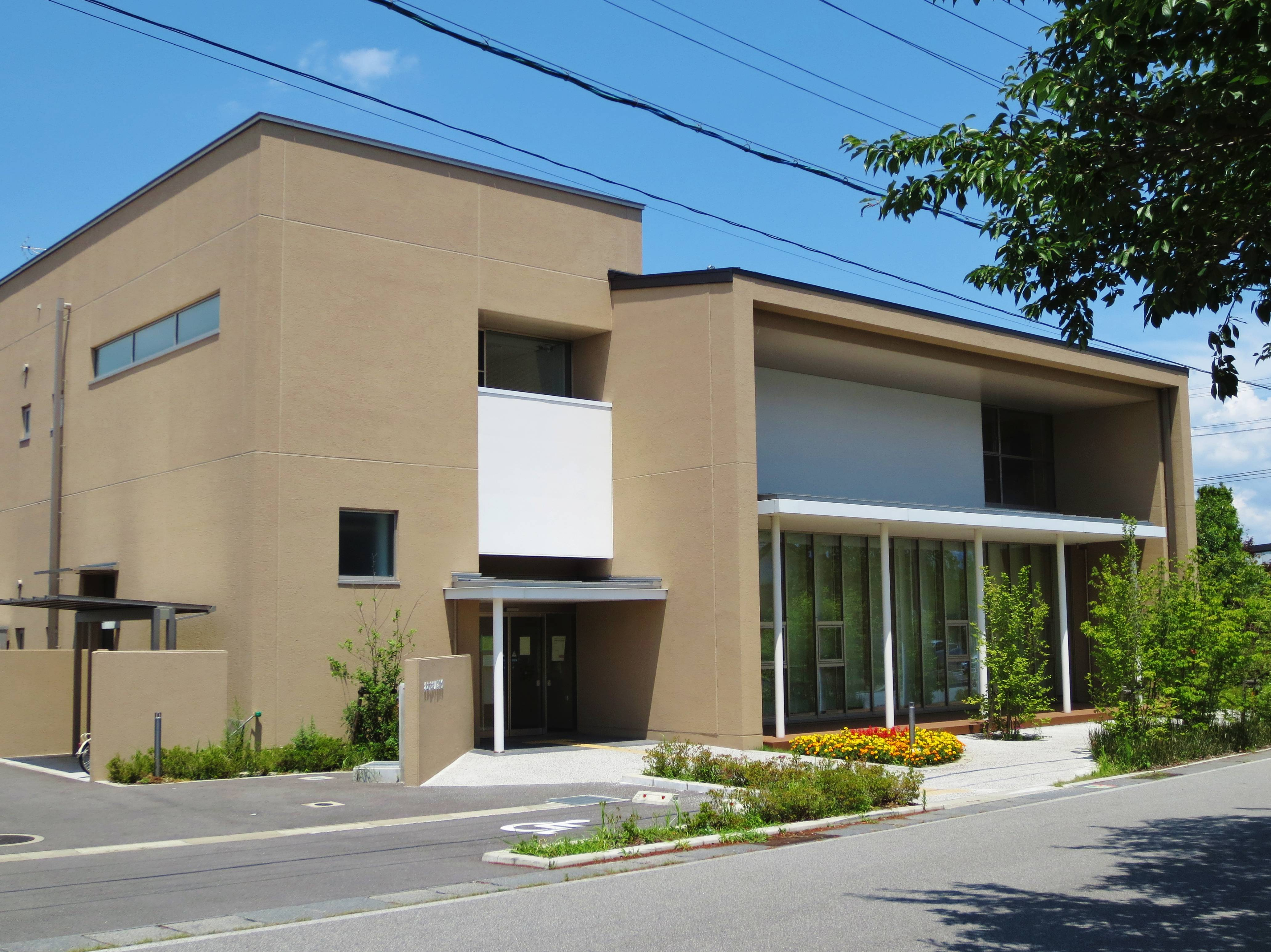
梓川図書館